# ダレン・ブッシュ
ダレン・ジェームズ・ブッシュ（Darren James Bush, 1974年1月18日 - ）は、アメリカ合衆国オハイオ州コロンバス出身の元プロ野球選手（外野手）。現在は、MLBのアスレチックスのベンチコーチを務めている。

## 経歴

### 現役時代
バルドスタ大学を卒業後、独立リーグのフロンティアリーグで1996年から3年間プレーし、サンディエゴ・パドレスとマイナー契約を結んだ。
2001年はフィラデルフィア・フィリーズへ移籍したが、メジャー昇格は一度もなかった。
2002年は独立リーグのユバ・サッター・ゴールドソックスに選手兼コーチとして所属し、現役生活を終えた。
2003年にはフロンティアリーグの10周年記念オールスターチームに選ばれた。

### 引退後
2003年はバークシャー・ブラックベアーズ、2004年はケベック・キャピタルズとノーザンリーグに所属する2チームで監督を務める。
2005年から2012年までオークランド・アスレチックスのマイナーチームでコーチや監督を務めた。
2013年からアスレチックスのブルペンコーチに就任し、2年間務めた。その後は2015年から2021年まで打撃コーチ、2022年からは三塁コーチを務める。

## 詳細情報

### 背番号
- 51（2022年 - ）